# بيل كول (مغنية)
بيل كول (بالإنجليزية: Belle Cole)‏ هي مغنية ومغنية أوبرا أمريكية، ولدت في 1853 في نيويورك في الولايات المتحدة، وتوفيت في 6 يناير 1905 في لندن في المملكة المتحدة.